# Quina nit
Quina nit —en español: Qué noche— es el tercer álbum de estudio de la banda de rock catalán Sau. Fue lanzado por Picap en marzo de 1990, y posteriormente reeditado por la misma discográfica en 1996 con tres temas inéditos.

## Contexto y grabación
En 1989, tras la buena pero modesta acogida de la gira de Per la porta de servei, Sau se planteó su tercer trabajo musical con muy pocos recursos económicos. Para poder obtener mejores equipos y mejores técnicos, el grupo pidió la ayuda económica de Pere Monells, propietario de la discoteca Roc 54. Monells escuchó el nombre del teclista Ramon Altimir entre la formación del grupo, y fue entonces cuando decidió dar mecenazgo al grupo ya que se sentía en deuda con el padre del teclista de la banda al haberle ayudado económicamente durante un momento previo de su vida.
Gracias al patrocinio del propietario de Roc 54, el guitarrista y director musical de la banda, Pep Sala, decidió pedir un préstamo bancario para grabar y mezclar Quina nit en Londres, ciudad en donde el guitarrista poseía algunos contactos.
Según el mánager de la banda durante aquella época, Joan Capdevila: 

Nos fuimos a grabar a Londres no tanto por los estudios porque en Cataluña se puede grabar muy bien, sino por el personal porque llevan grabando muchos más años rock & roll que en España.

## Estilo

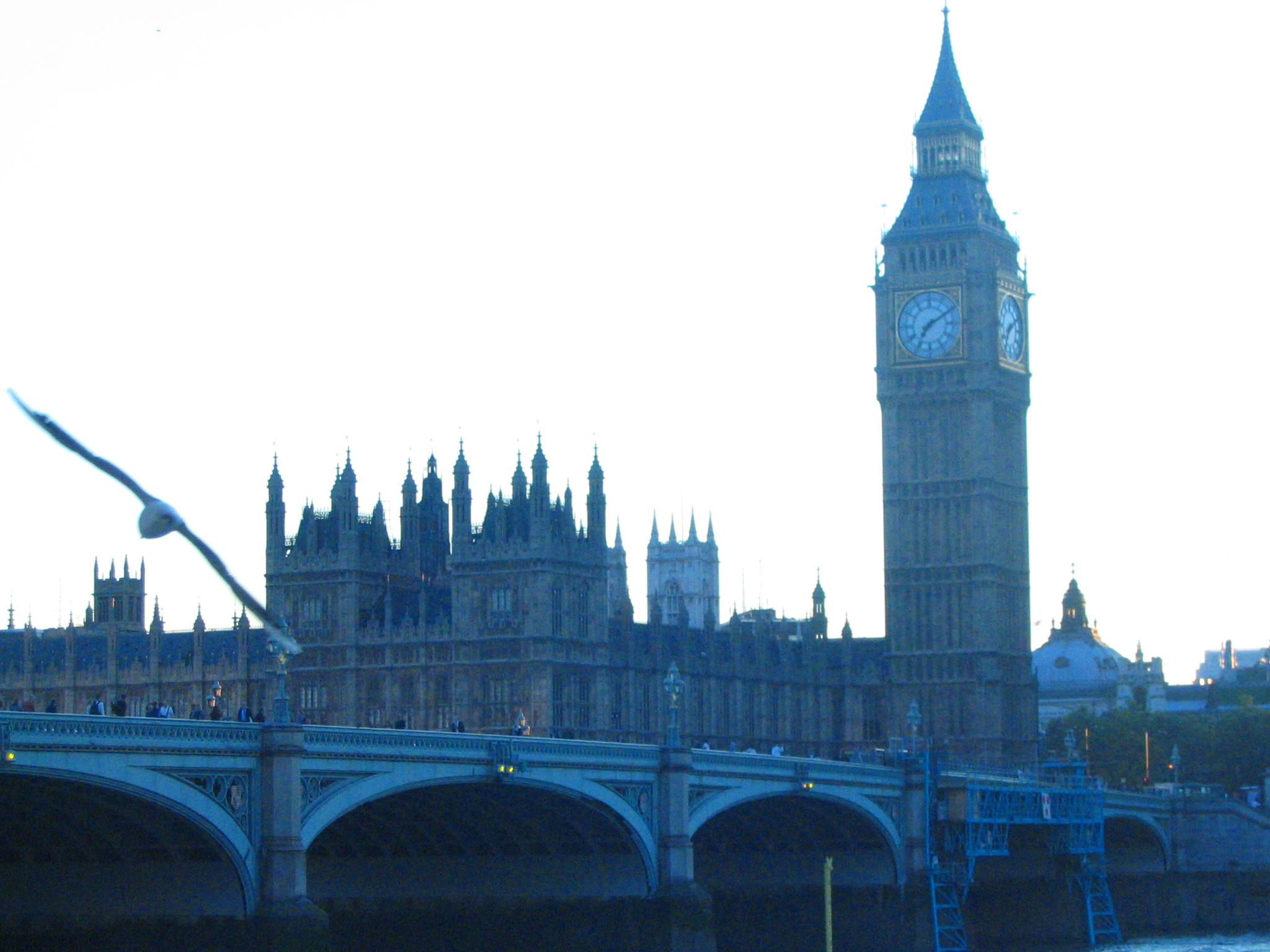
Para la grabación de Quina nit, Sau se trasladó a los Swanyard Studios de Londres (en la foto una imagen del Palacio de Westminster) en busca de una profesionalización de su sonido.

Durante este período se tecnificó el sonido de la banda en mayor medida gracias a las mezclas del disco en los Swanyard Studios de Londres y a la producción de John Marter. Stuart Epps, ingeniero de sonido de Elton John o Jimmy Page, fue el encargado de mezclar el disco en los estudios Swanyard, el cual declaró:

Estoy seguro que la razón por la que Sau tuvo tanto éxito es porque escribían grandes canciones.
Stuart Epps en el documental Sau, de les Tallades a la glòria, 2011 realizado por Ivette Vila

Quina nit supuso un cambio estilístico respecto a sus dos discos anteriores en el sentido que la banda priorizó las emociones y los estados de ánimo a la narrativa de las letras. Las canciones también resultaron ser premeditadamente más britpop que en sus anteriores trabajos entre las que destacaron «És inútil continuar» —«Es inútil continuar»—, «Boig per tu» —«Loco por ti»— o «Encara que siguin de bar» —«Aunque sean de bar»— que se convirtieron en sencillos del álbum.

## Gira
La gira del disco Quina nit duró dos años y estuvo compuesta de 145 conciertos por tierras catalanas, el primero de ellos fue en la población de Igualada ante dos mil personas. Al mismo tiempo que la demanda del grupo fue creciendo, Joan Capdevila creó Guilleries Management.
El lugar de los directos tras las baquetas lo ocupó el nuevo baterista Quim "Benítez" Vilaplana, que se incorporó de manera oficial a la banda.
Los conciertos más importantes de esta etapa musical de Sau fueron los que ofrecieron en la Sala Universal Club de Madrid y en la Sala Zeleste de Barcelona, así como el concierto multitudinario del 14 de junio de 1991 en el Palau Sant Jordi, junto a otros grupos representativos de la escena del rock catalán como Els Pets, Sopa de cabra o Sangtraït.

## Recepción
La publicación de Quina nit fue la consagración de Sau como uno de los grupos estandartes de lo que se conoció durante finales de los ochenta y principios de los noventa en Cataluña como la escena del rock catalán.
Durante la grabación de su siguiente álbum de estudio El més gran dels pecadors, el grupo obtuvo por Quina nit el Premio Nacional de Música otorgado por la Generalidad de Cataluña en 1991. Fue entonces cuando el mánager de Sau, Josep Capdevila, tuvo que viajar de Londres hasta Barcelona para asistir al acto y recoger dicho premio y, tras ello, volver a los estudios de grabación de Londres para acabar las grabaciones de su cuarto disco.
La balada contenida en el álbum, «Boig per tu» —«Loco por ti»— se convirtió en poco tiempo en un himno de estadios y una de las más conocidas y versionadas, no solo de la discografía de Sau sino del rock catalán en general, y también la que les lanzó a la fama.
El periodista y empresario musical catalán Carles Cuní comentó en relación con esta canción:

Sau será recordado para siempre como el grupo que dio a conocer «Boig per tu» el cual se ha convertido en un himno de los Países Catalanes.

Sin embargo, en el momento de su aparición, la prensa catalana se ensañó duramente con la canción por contener el barbarismo en lengua catalana «reflexada» —«reflejada»—, en lugar de «reflectida», vocablo que hubiese sido el correcto. Los miembros de Sau declararon posteriormente que, aunque conocían dicho error, lo cometieron igualmente porque les resultaba más sonora la palabra y no tan artificiosa como la correcta.
La canción ha sido numerosas veces versionada en varios idiomas. Entre las versiones más famosas de la canción «Boig per tu» están la de la cantante gallega Luz Casal, contenida en su disco de 1991, A contraluz y cantada en idioma castellano, o la versión de la cantante colombiana Shakira de 2014 cantada también en idioma catalán.

## Listado de canciones
- Todas las canciones fueron compuestas por Pep Sala y escritas por Pep Sala, Carles Sabater y Joan Capdevila.

| N.º | Título                                                                    | Duración |  |
| 1.  | «És inútil continuar»                                                     | 4:48     |  |
| 2.  | «Restaurant xinès»                                                        | 3:22     |  |
| 3.  | «Envia'm un àngel»                                                        | 4:59     |  |
| 4.  | «Encara que siguin de bar»                                                | 3:31     |  |
| 5.  | «Deprimit III (tan deprimit com sempre)»                                  | 5:36     |  |
| 6.  | «Foc al cos»                                                              | 3:00     |  |
| 7.  | «Si un día he de tornar»                                                  | 4:18     |  |
| 8.  | «Boig per tu»                                                             | 4:15     |  |
| 9.  | «La lluna i jo»                                                           | 5:10     |  |
| 10. | «Perestroika»                                                             | 3:44     |  |
| 11. | «Al final del carrer» (tema extra en la reedición por Picap de 1996)      | 4:34     |  |
| 12. | «Tango amor, tango a mort» (tema extra en la reedición por Picap de 1996) | 5:28     |  |
| 13. | «Glòria per tu» (tema extra en la reedición por Picap de 1996)            | 3:50     |  |
| 14. | «Tanca els ulls»                                                          | 1:30     |  |

Fuente: Discogs

## Créditos
| - Vocalista - Carles Sabater - Guitarrista y teclados - Pep Sala - Bajista - Josep Sánchez - Baterista - Quim "Benítez" Vilaplana - Piano y teclados - Ramon Altimir | Producción - Productores - John Marter, Pep Sala - Ingeniero de sonido - Stuart Epps - Grabado en Estudios Aprilia (Barcelona) y mezclado en Metropolitan Studios y Swanyard Studios (Londres) entre marzo y junio de 1990 - Publicado por Picap en 1990 y reeditado en 1996 |